# Krzysztof Leśniewski
Krzysztof Paweł Leśniewski (ur. 10 kwietnia 1960 w Łodzi) – polski teolog katolicki specjalizujący się w teologii ekumenicznej i teologii prawosławnej, profesor nauk teologicznych, profesor Katolickiego Uniwersytetu Lubelskiego.

## Życiorys
W 1987 ukończył magisterskie studia teologiczne na Wydziale Teologii Katolickiego Uniwersytetu Lubelskiego Jana Pawła II (KUL). W latach 1989–1991 odbył studia podyplomowe w St. Vladimir's Orthodox Theological Seminary w Creswood (stan Nowy York), zakończone uzyskaniem tytułu Master of Theology. W 1995 na podstawie rozprawy pt. Ekumenizm w czasie według Georges'a Florovsky'ego napisanej pod kierunkiem ks. prof. Wacława Hryniewicza uzyskał stopień doktora nauk teologicznych. W 2007 na podstawie dorobku naukowego i rozprawy pt. "Nie potrzebują lekarza zdrowi...". Hezychastyczna metoda uzdrawiania człowieka otrzymał na tym samym Wydziale stopień doktora habilitowanego nauk teologicznych w specjalności ekumenizm. 9 lipca 2018 prezydent Andrzej Duda nadał mu tytuł profesora nauk teologicznych.
W 2019 został członkiem Rady Naukowej czasopisma „Studia i Dokumenty Ekumeniczne”.

## Członkostwo w korporacjach naukowych
- Towarzystwo Naukowe KUL (członek współpracownik)
- Europejskie Stowarzyszenie Societas Oecumenica[1].

## Wybrane publikacje
- K. Leśniewski, Ekumenizm w czasie. Prawosławna wizja jedności w ujęciu Georges'a Florovsky'ego, Lublin: Prawosławna Diecezja Lubelsko-Chełmska, 1995, s. 196.
- K. Leśniewski,"Nie potrzebują lekarza zdrowi...". Hezychastyczna metoda uzdrawiania człowieka, Lublin: Wydawnictwo KUL, 2006, s. 434.
- Prawosławie. Światło ze Wschodu, (red. nauk), Lublin: Prawosławna Diecezja Lubelsko-Chełmska, 2009, s. 839.
- K. Leśniewski,"Kim jest człowiek, że o nim pamiętasz...?" Podstawowe idee współczesnej antropologii prawosławnej, Lublin: Prawosławna Diecezja Lubelsko-Chełmska, 2015, s. 162.
- Christophe Lesniewski, Clés spirituelles pour une plénitude de vie.Thérapie chrétienne au service de l’homme contemporain, Editions des Béatitudes 2016., p. 182.
- K. Leśniewski, "W samym sobie znaleźliśmy wyrok śmierci: aby nie ufać sobie samemu, lecz Bogu". Metanoiczno-soteriologiczne przesłanie Wielkiego Kanonu św. Andrzeja z Krety, Lublin: Prawosławna Diecezja Lubelsko-Chełmska, 2017, s. 456.
- Krzysztof Leśniewski,  Las enfermedades del espíritu. Diagnóstico y tratamiento en clave cristiana, Ediciones Sigumene 2017, p. 240.